# Penne Blanche
La Penne Blanche o les Pennes Blanches (pron. fr. AFI: [pɛn blɑ̃ʃ] - 3.254 m s.l.m.) è una montagna della Catena Emilius-Tersiva nelle Alpi Graie. Si trova in Valle d'Aosta.

## Toponimia
Il toponimo significa "penna bianca" (o il suo plurale) in lingua francese.

## Caratteristiche
La montagna è collocata lungo il displuvio tra il Vallone di Grauson ed il Vallone dell'Urtier e a poca distanza dalla Pointe Coupée.